# Lardyao
Lardyao (thailändisch ลาดยาว, RTGS: Lat Yao; offiziell Zentralgefängnis Klong Prem, เรือนจำกลางคลองเปรม, Rueancham Klang Khlong Prem) ist ein Gefängnis im Bezirk Chatuchak im Norden der thailändischen Hauptstadt Bangkok. Es hat den Beinamen „Bangkok Hilton“.

## Geschichte
Ursprünglich entstand es als Ableger vom Klong-Prem-Gefängnis. Dieses war ein Übergangsgefängnis, das 1944 erbaut wurde. 1959 wurde es zusätzlich zu einem Berufsausbildungszentrum für Gefangene. Das alte Klong-Prem-Gefängnis war deshalb schon ein Jahr später völlig überfüllt.
Das thailändische Innenministerium ließ ein neues Gebäude errichten und trennte das Lardyao-Übergangsgefängnis von dem Ausbildungszentrum.
1970 wurde die Trennung dann endgültig, das Lardyao wurde zum Zentralgefängnis Klong Prem aufgerüstet, und das alte Gefängnis dient heute als Sonder-Haftanstalt für Bangkok.

## Lardyao heute
In Lardyao hält sich eine alte Tradition der Tätowierkunst. Gefangene lehren sich gegenseitig die alte thailändische Technik, bei der Nadeln an ein Stäbchen gebunden, diese in Tusche getaucht und damit dann Stich für Stich tätowiert werden.
Gefangene haben in Lardyao keinen Status. Internationale Gefangene berichten von verheerenden Zuständen. Die Gefangenen können sich außerhalb ihrer Zelle nur mit schweren Fußfesseln bewegen, weshalb auch der Lärmpegel sehr hoch ist. Bei der Vielzahl von Gefangenen wächst das Klirren einer einzelnen Kette zu dem Dröhnen von sehr vielen an.
Amnesty International beklagt wie bei den meisten Gefängnissen in Thailand, dass Häftlinge misshandelt und nicht ausreichend voreinander geschützt werden.